# Gare d'Oxford
La gare d'Oxford est une gare ferroviaire du Royaume-Uni, située sur le territoire de la ville d'Oxford, au Royaume-Uni.